# Vranjača (Foča, BiH)
Vranjača je naseljeno mjesto u općini Foči, Republika Srpska, BiH. Nalazi se uz granicu s Crnom Gorom, sjeverozapadno od izvora Kržavske rijeke. Luk oko sela čini Somunski potok koji se ulijeva u Slatinu. Sjeverno su Lađevci.
Godine 1962. godine pripojena je Slatini (Sl.list NRBiH, br.47/62).

## Stanovništvo
| Narod     | Popis 1961. |
| --------- | ----------- |
| Hrvati    |             |
| Muslimani |             |
| Srbi      | 24          |
| ostali    |             |
| Ukupno    | 24          |